# Колбинка (приток Пайдугины)
Колбинка — река в России, протекает по Томской области. Устье реки находится в 350 км по правому берегу реки Пайдугина. Длина реки составляет 72 км, площадь водосборного бассейна 414 км². Высота устья — 100 м над уровнем моря. Высота истока — 142 м над уровнем моря.
Притоки — Кедровый, Правая Колбинка, Левая Колбинка, Малая.

## Данные водного реестра
По данным государственного водного реестра России относится к Верхнеобскому бассейновому округу, водохозяйственный участок реки — Кеть, речной подбассейн реки — бассейн притоков (Верхней) Оби от Чулыма до Кети. Речной бассейн реки — (Верхняя) Обь до впадения Иртыша.
Код объекта в государственном водном реестре — 13010600112115200028037.